# O'Brother Sleep
O' Brother Sleep — це пісня німецького гурту Diary of Dreams, написана Адріаном Хейтсом. 
O' Brother Sleep став першим синглом з альбому Freak Perfume, виданий наприкінці 2001 року. 
Це був перший випадок у історії DoD, коли композиція була видана окремим синглом.

## Композиції
1. O' Brother Sleep (Sleepwalker Mix) [4:38]
2. She  [4:40]
3. O' Brother Sleep [4:58]
4. She (Demonic Mix) [04:46]

## Склад учасників
- Мастеринг — Крістіан Циммерлі
- Продюсери — Адріан Хейтс, Dr. Myer*
- Жіночій вокал в треках 2 та 4 — Melanie Jost